# Ravillon
Le Ravillon est une rivière française qui coule dans le département de l'Yonne. C'est un affluent de l'Yonne en rive gauche, donc un sous-affluent de la Seine.